# ویلهلم لاگوس

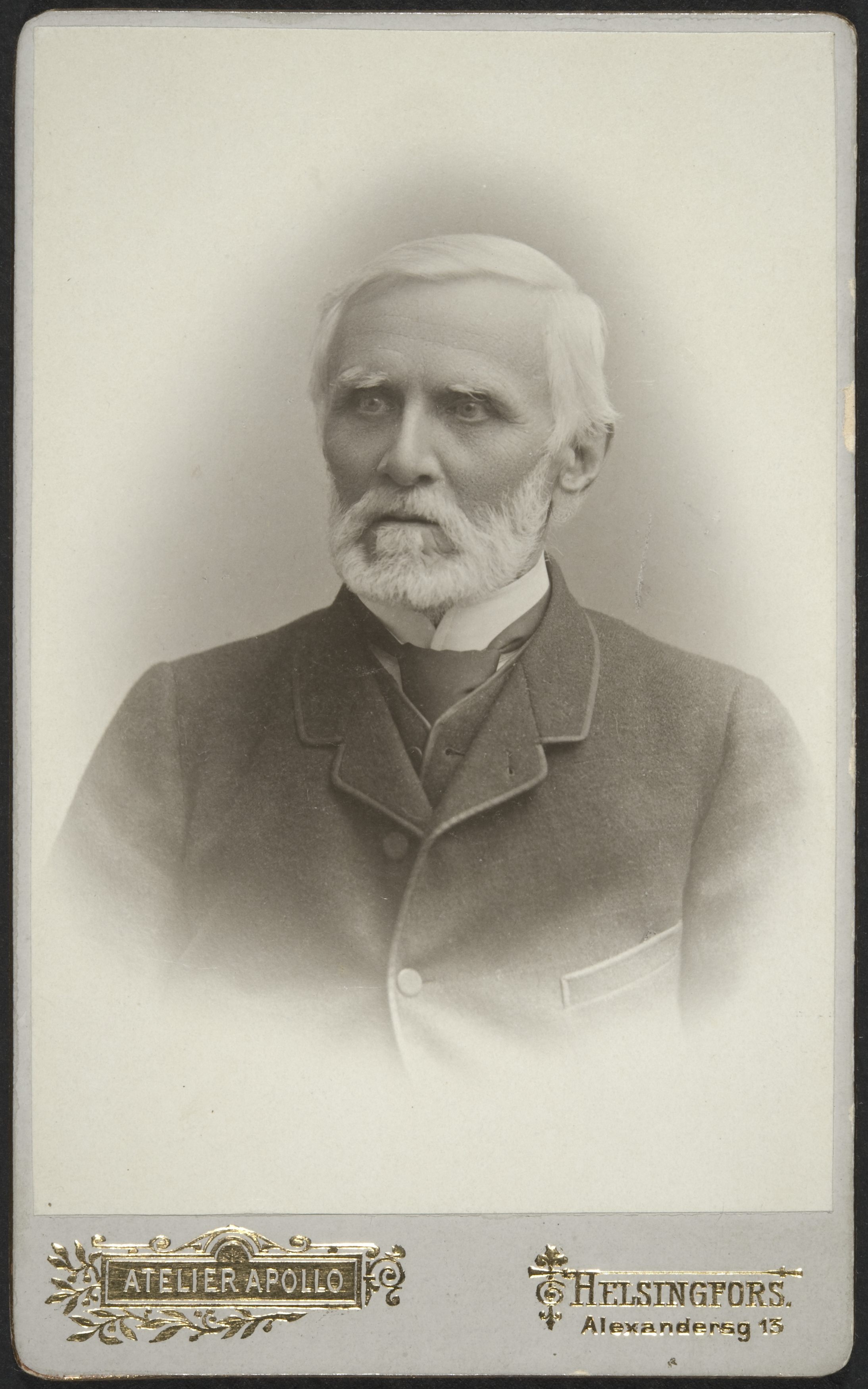
ویلهلم لاگوس، رئیس دانشگاه هلسینکی و مشاور دولتی

یاکوب یوهان ویلهلم لاگوس (۵ مه ۱۸۲۱، تورکو – ۲ آوریل ۱۹۰۹، لوهیا) زبان‌شناس، سیاست‌مدار و استاد فنلاندی بود.

## زندگی‌نامه
ویلهلم لاگوس فرزند استاد ویلهلم گابریل لاگوس و هدویک ماریا آف تنگستروم بود. او در سال ۱۸۳۹ از دبیرستان پوروو فارغ‌التحصیل شد و در سال ۱۸۴۴ مدرک کارشناسی و کارشناسی ارشد در فلسفه را دریافت کرد. در سال ۱۸۴۷ نیز موفق به اخذ مدرک دکترا شد.
از سال ۱۸۴۴ تا ۱۸۵۴ به‌عنوان امانوئنسی (دبیر) در کتابخانه دانشگاه هلسینکی کار می‌کرد و در همین دوران (۱۸۴۶ تا ۱۸۵۷) استاد مدعو ادبیات یونان بود. وی سپس به‌عنوان استاد ادبیات شرق (۱۸۵۷–۱۸۶۶) و بعدتر استاد ادبیات یونانی (۱۸۶۶–۱۸۸۶) فعالیت کرد. از سال ۱۸۷۵ تا ۱۸۷۸ معاون دانشگاه و از ۱۸۷۸ تا ۱۸۸۴ رئیس دانشگاه هلسینکی بود.
از دیگر سمت‌های او می‌توان به سرپرستی مجموعه سکه و مدال دانشگاه (۱۸۶۳–۱۸۹۲)، بازرس انجمن دانشجویی ویپور (۱۸۶۸–۱۸۸۱)، برگزارکننده مراسم اعطای درجه دکتری در دانشکده فلسفه (۱۸۶۹) و بازرسی گروه موسیقی دانشگاه (۱۸۷۴–۱۸۸۱) اشاره کرد. همچنین ریاست کمیته آثار باستانی (۱۸۸۴–۱۸۸۷) و انجمن علمی فنلاند (۱۸۶۴–۱۸۶۵) را نیز بر عهده داشت.
او در سال ۱۸۵۴ عنوان «استاد» را دریافت کرد، در ۱۸۷۱ به مقام «مشاور دبیرخانه» رسید و در ۱۸۸۳ عنوان «مشاور دولتی» را دریافت نمود. در سال ۱۸۸۰ نیز به اشرافیت پیوست و نماینده طبقه اشراف در پارلمان بزرگ دوک‌نشین فنلاند در دوره‌های ۱۸۸۲، ۱۸۸۵ و ۱۸۹۱ بود.
لاگوس به‌عنوان استاد در دانشگاه هلسینکی در زمینه شرق‌شناسی فعالیت داشت و از جمله آثار او می‌توان به یک کتاب درسی پیشگام در آموزش زبان عربی و دستور زبان فارسی نوین اشاره کرد، هرچند که دستور زبان یادشده هیچ‌گاه چاپ نشد.
وی دو بار ازدواج کرد: نخست با فریدریکا کاستالیا ویکمان (۱۸۵۰–۱۸۵۹) و سپس با کریستینا ویلهلمینا کونِلیوس (۱۸۶۲–۱۹۰۶). از ازدواج نخست سه فرزند و از ازدواج دوم پنج فرزند داشت. الکساندر گابریل لاگوس (۱۸۵۶–۱۹۱۲) جنگل‌بان، فرزند ازدواج اول بود و کنوت یوهان روبرت لاگوس، افسر و نماینده پارلمان، از ازدواج دوم.

## آثار
- De Homoeoteleutis quae vocantur disputatio، پایان‌نامه دکتری. ۱۸۴۳

پژوهشی درباره پدیده‌ای موسوم به هومئوتلوئون
- Plutarchus، پایان‌نامه دکتری، ۱۸۴۶–۱۸۴۸

پلوتارک
- Studia Latina provincialium، ۱۸۴۹

مطالعاتی درباره لاتین استان‌ها
- Den klassiska forntidens ställning till medeltiden، ۱۸۴۹

جایگاه دوران کلاسیک باستان نسبت به قرون وسطی
- Seïd Locmani ex libro Turcico qui Oghuzname inscribitur excerpta، ۱۸۵۴

گزیده‌هایی از کتاب ترکی موسوم به اغوزنامه، از سید لقمان
- Lärokurs i arabiska språket، ۱۸۶۹–۱۸۷۸

دوره آموزش زبان عربی
- Johan Jakob Nordström: minnestal på Finska Vetenskapssocietetens års– och högtidsdag den 29 april 1875: omarbetadt och tillökt. انتشارات انجمن ادبی فنلاند، هلسینکی، ۱۸۷۷

یادبود یوهان یاکوب نوردستروم در روز سالانه و جشن انجمن علمی فنلاند، بازنگری‌شده و توسعه‌یافته
- Strödda blad: nytt och gammalt i historiska och humanistiska ämnen 1: Petter Forskåls lefnad. G.W. Edlund، هلسینکی، ۱۸۷۷

برگ‌های پراکنده: مطالب جدید و قدیمی در زمینه‌های تاریخی و علوم انسانی، جلد ۱: زندگی پتر فورسکول
- Strödda blad: nytt och gammalt i historiska och humanistiska ämnen 4: Runebergs jemförelse af Euripides' och Senecas Medea. G.W. Edlund، هلسینکی، ۱۸۷۹

برگ‌های پراکنده، جلد ۴: مقایسه رونبرگ از مده‌آی اوریپید و سنکا
- Erik Laxman, hans lefnad, resor, forskningar och brefvexling. هلسینکی، ۱۸۸۰

اریک لاکسمن: زندگی، سفرها، پژوهش‌ها و مکاتباتش
- Rantasalmen ja Tavisalmen pitäjiä koskevia tietoja vuodelta 1571; kokoellut W. Lagus. هلسینکی، ۱۸۸۰

اطلاعات مربوط به نواحی رانتا‌سالمی و تاوی‌سالمی در سال ۱۵۷۱، گردآوری‌شده توسط ویلهلم لاگوس
- Skalden Johan Henrik Kellgrens finska lefnadsminnen. Edlund، هلسینکی، ۱۸۸۴

خاطرات زندگی فنلاندی شاعر یوهان هنریک کلگرن
- Historik öfver finska universitetets mynt– och medaljkabinett. Numismatiska anteckningar 1. نوشته نویسنده، هلسینکی، ۱۸۸۵–۱۸۸۸

تاریخچه مجموعه سکه و مدال دانشگاه فنلاندی، یادداشت‌های سکه‌شناسی، جلد ۱
- Henrik Gabriel Porthans bref till Mathias Calonius 1: Åren 1791–1796, منتشرشده توسط ویلهلم لاگوس. انجمن ادبیات سوئدی فنلاند، هلسینکی، ۱۸۸۶

نامه‌های هنریک گابریل پورتان به ماتیاس کالونیوس، جلد ۱: سال‌های ۱۷۹۱–۱۷۹۶
- Henrik Gabriel Porthans bref till Mathias Calonius 2: Åren 1797–1800, منتشرشده توسط ویلهلم لاگوس. انجمن ادبیات سوئدی فنلاند، هلسینکی، ۱۸۸۶

نامه‌های هنریک گابریل پورتان به ماتیاس کالونیوس، جلد ۲: سال‌های ۱۷۹۷–۱۸۰۰
- Album studiosorum Academiæ Aboensis MDCXL–MDCCCXXVII: Åbo akademis studentmatrikel: Förra afdelningen, 1640–1740. انجمن ادبیات سوئدی فنلاند، هلسینکی، ۱۸۸۹–۱۸۹۱

آلبوم دانشجویان آکادمی اُبو ۱۶۴۰–۱۸۲۷: فهرست دانشجویان، بخش نخست، ۱۶۴۰–۱۷۴۰
- Erik Laxman. آکادمی علوم امپراتوری، ۱۸۹۰ (به زبان روسی)

اریک لاکسمن
- Musikaliska sällskapet i Åbo 1790–1890: bidrag till dess historik. اُبو، ۱۸۹۰

انجمن موسیقی در اُبو ۱۷۹۰–۱۸۹۰: مشارکتی در تاریخچه آن
- Album studiosorum Academiæ Aboensis MDCXL–MDCCCXXVII: Åbo akademis studentmatrikel: Senare afdelningen, 1740–1827. انجمن ادبیات سوئدی فنلاند، هلسینکی، ۱۸۹۲–۱۸۹۵

آلبوم دانشجویان آکادمی اُبو ۱۶۴۰–۱۸۲۷: فهرست دانشجویان، بخش دوم، ۱۷۴۰–۱۸۲۷
- Om mynt funna i finsk jord. Numismatiska anteckningar 2. هلسینکی، ۱۹۰۰

درباره سکه‌های یافت‌شده در خاک فنلاند، یادداشت‌های سکه‌شناسی، جلد ۲
- Mathias Calonii bref till Henrik Gabriel Porthan: åren 1793–1800; utgifna af W. Lagus. انجمن ادبیات سوئدی فنلاند، هلسینکی، ۱۹۰۲

نامه‌های ماتیاس کالونیوس به هنریک گابریل پورتان، سال‌های ۱۷۹۳–۱۸۰۰؛ منتشرشده توسط وی. لاگوس
- Från pojkåren och gymnasiet: hågkomster, upptecknade af W. L. G. W. Edlund، هلسینکی، ۱۹۰۴

از دوران کودکی و دبیرستان: یادداشت‌هایی ثبت‌شده توسط وی. لاگوس
- Album Studiosorum Academiæ Aboensis MDCXL–MDCCCXXVII: Åbo akademis studentmatrikel å nyo upprättad supplement. انجمن ادبیات سوئدی فنلاند، هلسینکی، ۱۹۰۶

آلبوم دانشجویان آکادمی اُبو ۱۶۴۰–۱۸۲۷: فهرست بازنگری‌شده دانشجویان، ضمیمه

## ترجمه‌ها
بیورنستیرنه بیورنسون: Magnhild (ترجمه از زبان نروژی)، ۱۸۸۲

## یادبود
محمدرضا شاه پهلوی در ۲ تیر ۱۳۴۹ در سفر به هلسینکی از لاگوس به این شکل یاد کرد:
«از نظر علمی ما به خصوص قسمتی از بهترین مطالعات بین‌المللی مربوط به خطوط میخی را به دانشمندان عالی‌قدر کشور شما از قبیل لاگوس و انه‌برگ و مخصوصاً تالکویست که تا آخر عمر ریاست انجمن خاورشناسی فنلاند را بر عهده داشت، مدیون هستیم.»